# Challenger DCNS de Cherbourg 2010
Il Challenger DCNS de Cherbourg 2010 è stato un torneo professionistico di tennis maschile giocato sul cemento, che faceva parte dell'ATP Challenger Tour 2010. Si è giocato a Cherbourg in Francia dall'1 al 7 marzo 2010.

## Partecipanti

### Teste di serie
| Nazionalità | Giocatore         | Ranking* | Testa di serie |
| ----------- | ----------------- | -------- | -------------- |
| Francia     | Arnaud Clément    | 67       | 1              |
| Francia     | Josselin Ouanna   | 118      | 2              |
| Stati Uniti | Kevin Kim         | 123      | 3              |
| Belgio      | Kristof Vliegen   | 127      | 4              |
| Francia     | David Guez        | 136      | 5              |
| Rep. Ceca   | Jan Hernych       | 140      | 6              |
| Francia     | Laurent Recouderc | 141      | 7              |
| Svizzera    | Stéphane Bohli    | 142      | 8              |

- Ranking al 22 febbraio 2010.

### Altri partecipanti
Giocatori che hanno ricevuto una wild card:
- Arnaud Clément
- Jonathan Eysseric
- Axel Michon
- Gilles Müller

Giocatori passati dalle qualificazioni:
- Romain Jouan
- Konstantin Kravčuk
- Aleksandr Kudrjavcev
- Fabrice Martin

## Campioni

### Singolare
Nicolas Mahut ha battuto in finale  Gilles Müller con il punteggio di 6–4, 6–3

### Doppio
Nicolas Mahut /  Édouard Roger-Vasselin hanno battuto in finale  Harsh Mankad /  Adil Shamasdin con il punteggio di 6–2, 6–4